# Goldlauter-Heidersbach
Goldlauter-Heidersbach is een voormalige gemeente in de Duitse deelstaat Thüringen.
Goldlauter-Heidersbach werd op 1 april 1979 Stadtteil van de gemeente Suhl.
Albrechts · Dietzhausen · Gehlberg · Goldlauter-Heidersbach · Mäbendorf · Schmiedefeld am Rennsteig · Vesser · Wichtshausen